# JCB-kort

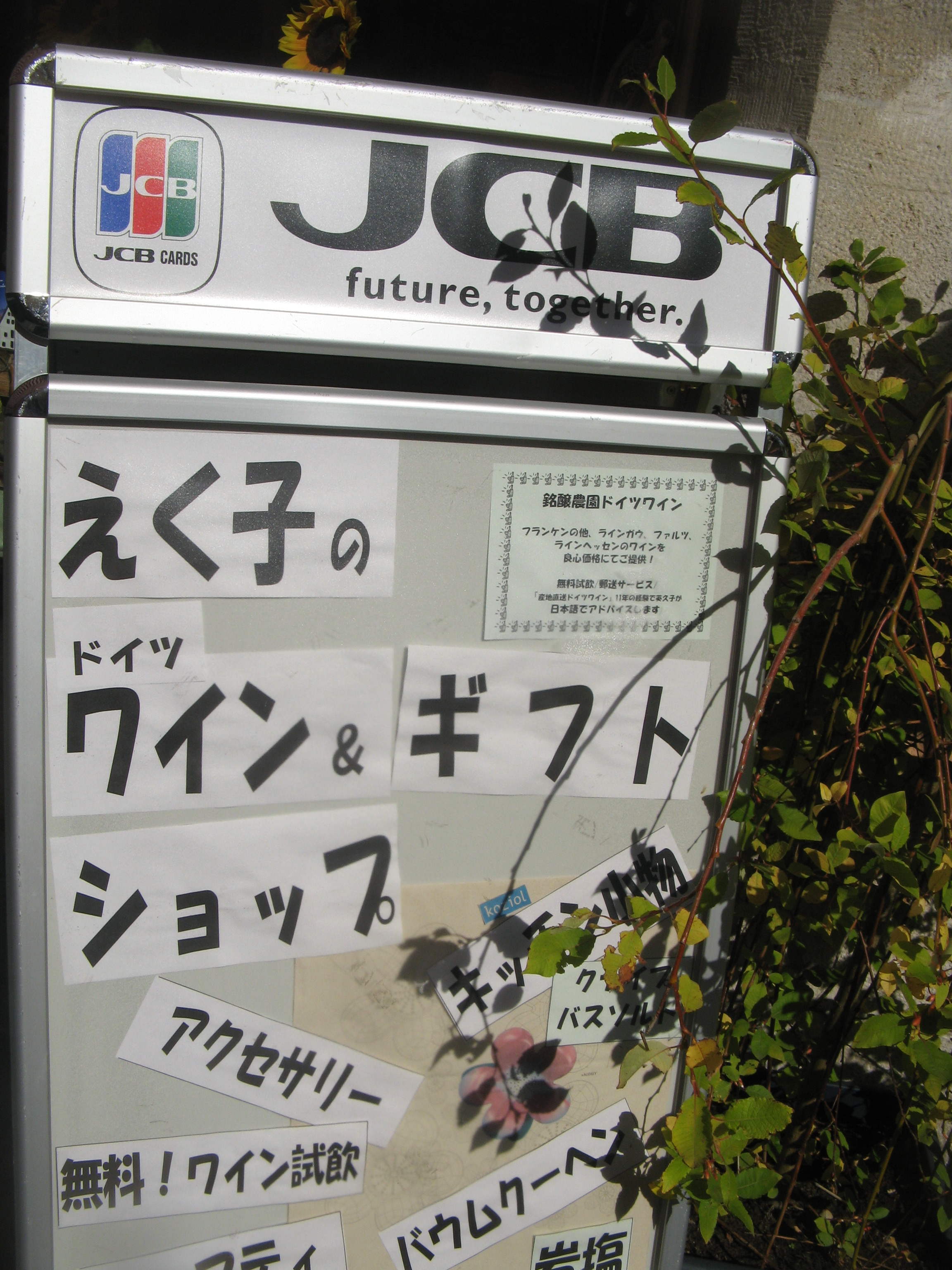
En reklamskylt för JCB i Rothenburg ob der Tauber i Tyskland, ofta besökt av japanska turister.

JCB är ett japanskt kreditkort utgivet sedan 1961 av JCB, tidigare namn Japan Credit Bureau. Sedan 1981 har man expanderat utanför Japan. Idag finns kortet i 190 länder och mer än 12 miljoner säljföretag som accepterar kortet. Företaget står bakom PCI DSS och är en av de fem grundande medlemmarna i PCI Security Standards Council.